# Oi Saro
Oi Saro is een bestuurslaag in het regentschap Bima van de provincie West-Nusa Tenggara, Indonesië. Oi Saro telt 715 inwoners (volkstelling 2010).